# Val Mara
Val Mara je obec ve švýcarském kantonu Ticino. Žijí zde přibližně 3 000 obyvatel. Leží na břehu Luganského jezera, asi 6 kilometrů jihovýchodně od Lugana.
K 10. dubnu 2022 byly stávající politické obce Maroggia, Melano a Rovio sloučeny do nové politické obce Val Mara.